# Suziann Reid
Suziann Reid (Kingston, Jamaica, 14 de enero de 1977) es una atleta nacida jamaicana nacionalizada estadounidense, especializada en la prueba de 4x400 m, en la que llegó a ser subcampeona mundial en 1999.

## Carrera deportiva
En el Mundial de Sevilla 1999 ganó la medalla de plata en el relevo 4x400 metros, con un tiempo de 3: 22.09 segundos, tras Rusia y por delante de Alemania, siendo sus compañeras de equipo: Maicel Malone-Wallace, Michelle Collins, Jearl Miles Clark.